# تیم هاتن
تیم هاتن (انگلیسی: Tim Hutten؛ زادهٔ june ۴, ۱۹۸۵ (۳۹ سال)) ورزشکار واترپلو اهل ایالات متحده آمریکا است.
وی در مسابقات کشوری و بین‌المللی در مجموع برندهٔ ۱ مدال طلا، ۱ مدال نقره شده‌است.